# 709
Cette page concerne l'année 709  du calendrier julien. Pour l'année 709 av. J.-C., voir 709 av. J.-C.
L'année 709 est une année commune qui commence un mardi.

## Événements
- Fin de la conquête arabe en Afrique du Nord[1]. Le prince chrétien Julien, gouverneur de Ceuta (Septem), livre la ville aux Arabes. Il se rend en Ifriqiya pour rencontrer le gouverneur omeyyade de Kairouan, Musa ibn Nusair, et lui offre de collaborer à la conquête de la péninsule ibérique. En octobre ou novembre, il mène un raid de pillage fructueux dans la baie d'Algésiras[2].

- Le gouverneur omeyyade du Khorassan Qutayba ben Muslim réduit en vassalité le royaume bouddhique de Boukhara. Le souverain de Samarkand est contraint de lui payer un tribut et de lui livrer des otages[3].

### Europe
- L'empereur byzantin Justinien II envoie le patrice Théodore, stratège de l'armée de Sicile, pour une expédition de représailles contre Ravenne. Les notables de la ville sont capturés par la ruse puis condamnés à mort à Constantinople. La ville est mise à sac[4].
- Le roi de Mercie Cenred et le roi d'Essex Offa abdiquent pour se rendre en pèlerinage à Rome et y entrer dans les ordres[5].
- Début de la guerre des Francs de Pépin de Herstal contre les Alamans (fin en 712)[6].
- Première citation de la foire de Saint-Denis[6].
- Le raz de marée de mars 709 aurait envahi la forêt de Scissy isolant les îles Chausey, Tombelaine, Le Mont-Saint-Michel, le Mont-Dol et les îles face à Saint-Malo (l'existence même d'un tel raz-de-marée est contestée, il s'est peut-être produit une montée progressive du niveau de la mer)[7].

## Décès en 709
- 24 avril : Wilfrid, évêque anglais.